# Juan José Saer

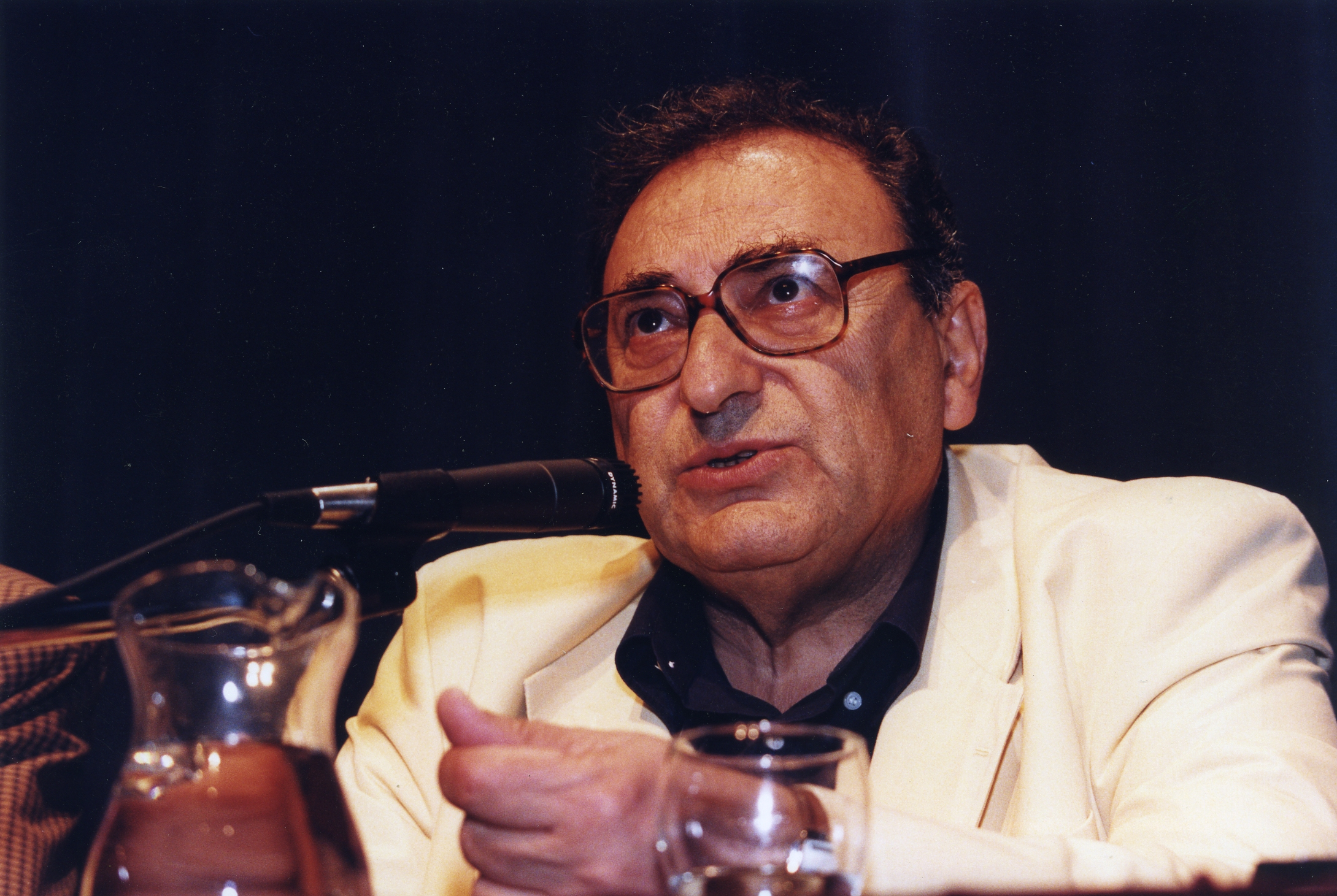
Juan José Saer, 1998

Juan José Saer (* 28. Juni 1937 in Serodino, Provinz Santa Fe; † 11. Juni 2005 in Paris) war ein argentinischer Schriftsteller.

## Leben
Der Sohn syrischer Einwanderer studierte Jura und
Philosophie, war Professor für Literatur in Argentinien und emigrierte 1968 nach Frankreich.
Er erhielt für sein Buch „La Ocasion“ 1988 den renommierten spanischen Literaturpreis Premio Nadal sowie in Frankreich den Prix France Culture.
Sein bekanntestes Werk ist der 2005 in Deutschland erschienene Kriminalroman Ermittlungen.

## Werke
- En la zona, 1960
- Responso, 1964
- Palo y hueso, 1965
- La vuelta completa, 1966
- Unidad de lugar, 1967
- Cicatrices, 1968
- El limonero real, 1974
- La mayor, 1976
- Nadie nada nunca, 1980
- Narraciones, 1983
- El entenado, 1983, dt. Der Vorfahre, Piper, München 1993 ISBN 3-492-11691-4.
- Glosa, 1986
- El arte de narrar, 1988
- La ocasión, 1988, dt. Die Gelegenheit, Piper, München 1992 ISBN 3-492-11567-5.
- El río sin orillas, 1991
- Lo imborrable, 1993
- La pesquisa, 1994, dt. Ermittlungen, DuMont-Literatur-und-Kunst-Verlag, Köln 2005 ISBN 3-8321-7906-2.
- El concepto de ficción, 1997
- Las nubes, 1997
- La grande, 2005